# Пемикан
Пемиканът е месен продукт, годен за дълговременно съхраняване. Името произхожда от езика на индианците кри („пеми-окан“ – „мазнина, тлъстина“). Пемиканът традиционно се е използвал от индианците в Северна Америка при военни походи и ловни експедиции, а от края на 19 до средата на 20 век и от полярните изследователи.

## Приготвяне
Месото се суши над огън докато стане толкова сухо че се чупи, после се обърква с мазнината на животното (за най-вкусна се счита от гърбицата на бизон, т.нар. офицерски пемикан ), може да се добавят и сушени плодове като боровинки. Комбинацията от протеин, мазнина и въглехидрати от плодовете го прави пълноценна храна. Най-близката българска рецепта е саздърмата.